# Dysaphis pavlovskyana
Dysaphis pavlovskyana är en insektsart. Dysaphis pavlovskyana ingår i släktet Dysaphis och familjen långrörsbladlöss.

## Underarter
Arten delas in i följande underarter:
- D. p. pavlovskyana
- D. p. indica